# Yamamoto Senji

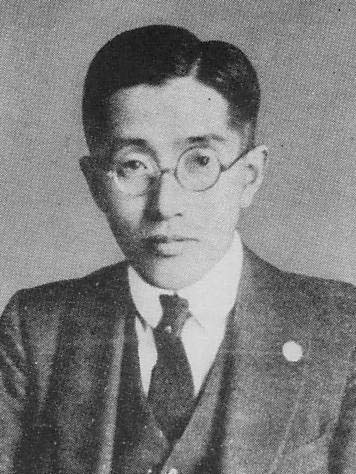
Yamamoto Senji

Yamamoto Senji (japanisch 山本宣治; geboren 28. Mai 1889 in Kyōto; gestorben 5. März 1929 in Tokio) war ein japanischer Biologe und sozial engagierter Politiker.

## Leben und Wirken
Yamamoto Senji verließ die Mittelschule in Kyōto ohne Abschluss, setzte sich aber selbstständig mit dem Sozialismus auseinander. 1907 ging er nach Kanada, um dort zu arbeiten und um sich weiterzubilden. Nach seiner Rückkehr nach Japan im Jahr 1911 holte er die Schulbildung an der „Dritten Oberschule alter Art“ (第三高等學校) in Kyōto nach und studierte dann Zoologie an der Universität Tokio. Anschließend arbeitete er als Lektor an der Universität Kyōto und an der Dōshisha-Universität.
Beeinflusst von Margaret Sanger, der amerikanischen Befürworterin der Familienplanung, wurde er aktiv in der Bewegung für Geburtenkontrolle. Ende 1925 musste er im Zusammenhang mit dem „Gakuren-Zwischenfall“ die Universität Kyōto verlassen.
1928 wurde Yamamoto als Mitglied der „Rōdō Nōmin-tō“ (労働農民党) in den Reichstag gewählt. Er widersetzte sich der Revision des Gesetzes zur Aufrechterhaltung der öffentlichen Sicherheit, für sogenannte subversive Aktivitäten die Todesstrafe verhängen zu können. Er bekämpfte auch die China-Politik der Regierung. 
Yamamoto wurde von einem Mitglied der rechtsgerichteten Vereinigung „Shichi shōgi-dan“ (七生義団) an dem Tag ermordet, an dem die Revision des Gesetzes zur Aufrechterhaltung der öffentlichen Sicherheit angenommen wurde.